# Moetnovski
De Moetnovski (Russisch: Мутновский) of Moetnovskaja Sopka (Мутновская сопка) is een complexe vulkaan in het zuidelijke deel van Kamtsjatka en een van de actiefste van het Russische schiereiland. De vulkaan ligt op ongeveer 80 kilometer ten zuiden van de stad Petropavlovsk-Kamtsjatski en behoort samen met onder andere de Asatsja, Gorely en Opala tot de oostelijke vulkanenring.
De Moetnovski vormt een complex van vier overlappende stratovulkanen. De jongste daarvan (Moetnovski IV) ontstond in het vroege Holoceen. De vulkaniteit in het Holoceen werd gekenmerkt door freatomagmatische uitbarstingen.
De vulkaan heeft een krater met een diameter van 2 bij 1,5 kilometer en is gedeeltelijk vergletsjerd. Zowel aan binnenzijde als op de buitenhellingen bevinden zich talrijke fumarolen, alsook een paar kleine geisers. Vanwege de geisers wordt dit deel ook wel de Kleine Vallei van de Geisers genoemd (naar analogie van de grote Vallei van de Geisers).
Op de helling en aan de voet van de vulkaan bevinden zich de twee grootste geothermische centrales van Rusland; de Moetnovskaja GeoES (geopend in 2003) en de Verchne-Moetovskaja GeoES (geopend in 1999), die samen voor 30% van de energielevering van het schiereiland verantwoordelijk zijn. Beide centrales putten hun energie uit een van de grootste geothermische lagen ter wereld.

## Parachutesprong
In april 2009 waagde de Rus Valeri Rozov met een parachute in de vulkaan te springen met als doel op een stuk ijs te landen. Giftige dampen uit de vulkaan bemoeilijkten de sprong.

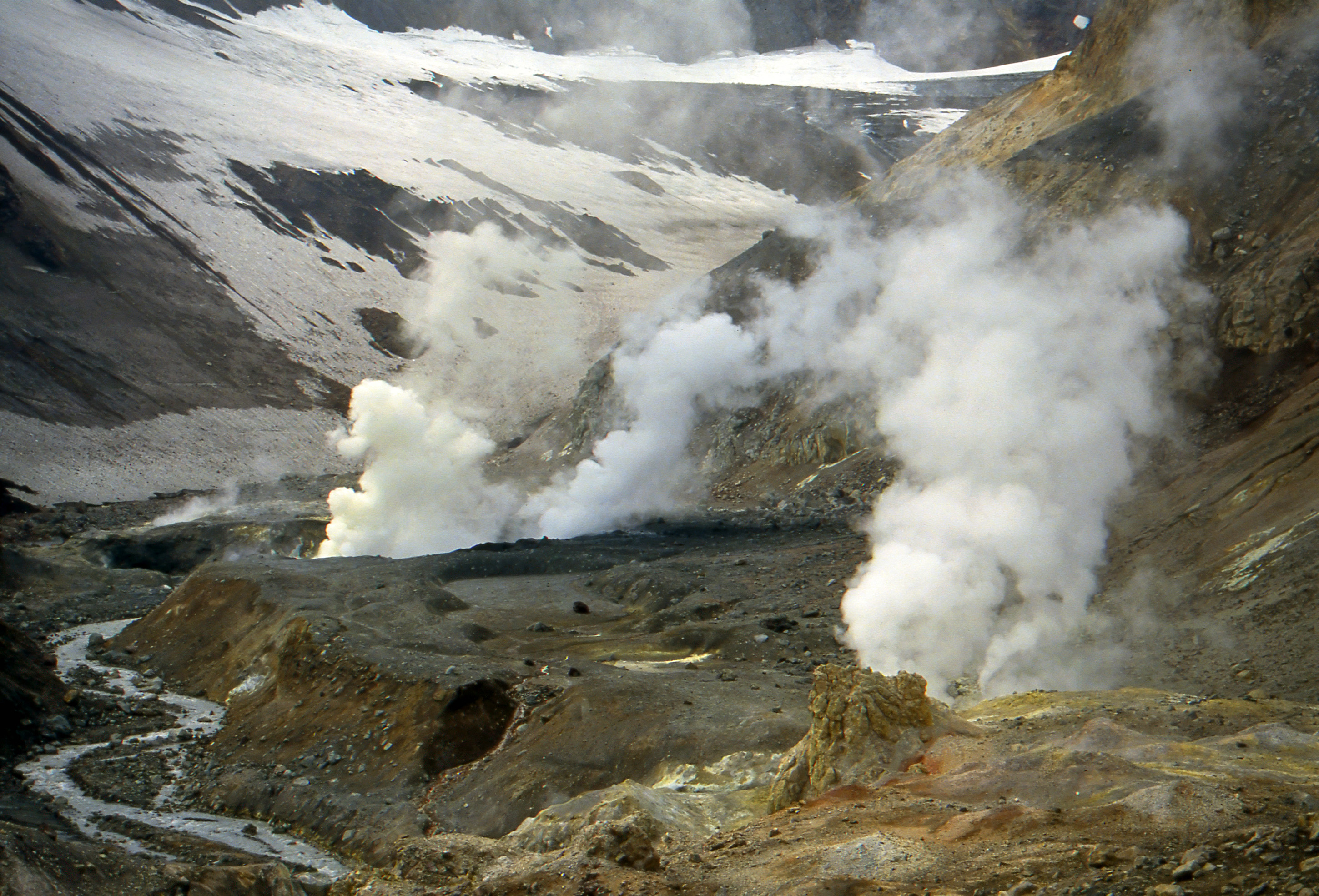
Fumarolen in de krater van de vulkaan (1993)
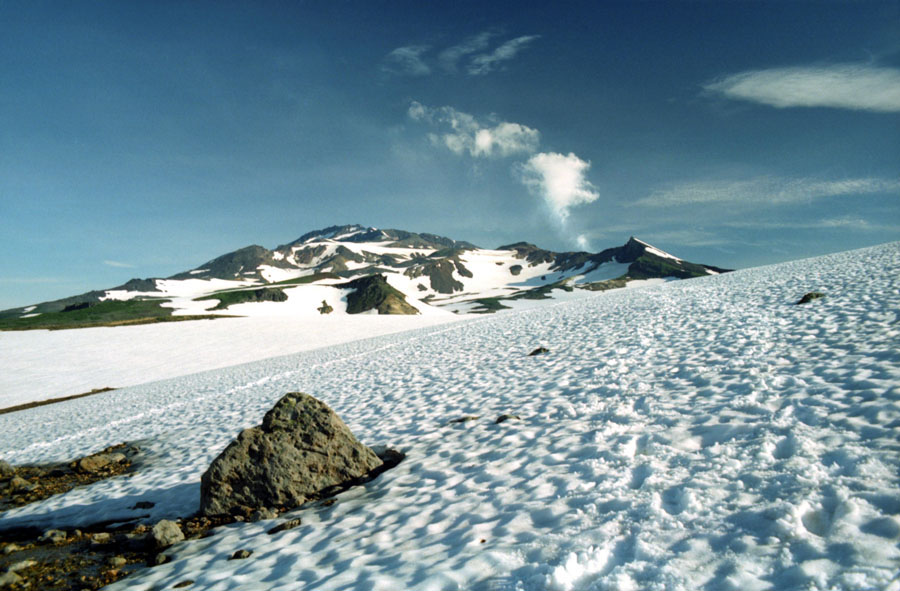
Top van de vulkaan (juli 2006)